# R-指定 (ラッパー)
R-指定（アールしてい、本名：野上 恭平〈のがみ きょうへい〉、1991年〈平成3年〉9月10日 - ）は、日本のラッパー、歌手、作詞家、俳優。Creepy Nutsおよび梅田サイファーのメンバー。MCバトルでは、ULTIMATE MC BATTLE3連覇を達成。大阪府堺市出身。妻はタレントの江藤菜摘。妻の姉の夫（義兄）は落語家の桂笹丸。

## 略歴

### 生い立ち - ラッパーになるまで
大阪府堺市で一人っ子として育つ。小学生からバスケットボールを始め、中学校までバスケ部だった。ヒップホップに興味を持つ前は、当時の世代より古いJ-POPや歌謡曲を聴いており、サザンオールスターズの桑田佳祐や中島みゆきを好んでいた。
11歳ぐらいの頃になか卯で流れていたSOUL'd OUTを入り口にヒップホップを聴くようになり、その他にもZeebraやRHYMESTERなど色々なアーティストから影響を受け、中学2年生からリリックを書き始める。特にRHYMESTERの『グレイゾーン』を聴いたことをきっかけに自分で歌詞を書き、ラップを始めるようになった。
学校では当時の音楽の流行背景もありラップが堂々と好きとは言えず、ごく僅かな友人とのみ共有し、家でひっそりと歌詞を書いていた。R-指定というMCネームは中学生の頃に付けており、この頃R-指定の"定"を"亭"としていたこともあった。
高校時代に文化祭でラップを披露し、高校2年生で地元大阪の梅田サイファーに参加。同時期に、ラップ1本で行くことを決意しバスケ部を退部している。大学に進学したものの3回生時に除籍になり、そこからラップの世界で生きる覚悟を決めた。大学在籍時にULTIMATE MC BATTLEで2年連続の1回戦負けをした後に約1年ほど無職を経験している。同じ大阪出身のKOPERUらとともにユニット「コッペパン」のメンバーとして活動していたが、2012年に活動を休止した。2014年、Libra Recordsからソロ・アルバム『セカンドオピニオン』を発売。

### MCバトル
高校2年生の時に韻踏合組合主催のMCバトル大会「ENTER MC BATTLE」に出場。1回戦では「ULTIMATE MC BATTLE」(以下UMB) の名古屋大会で優勝したK.Lee、2回戦では漢 a.k.a. GAMIと対戦した。大学在籍時にUMBの大阪予選を制し全国大会にも出場したが、2年連続で1回戦負け。
2012年 - 2014年のUMBでは3年連続で優勝し、3連覇という前人未到の記録を達成している(UMB大阪大会では5連覇)。B-BOY PARKのMCバトルで3連覇を達成したKREVAと比較されることがある。高校生によるMCバトル『BAZOOKA!!! 高校生RAP選手権』では第6回より審査員を務めている。
UMB3連覇後はMCバトルを引退していたが、Zeebraからの依頼を受けて『フリースタイルダンジョン』(テレビ朝日）に「モンスター」として出演。2019年6月からは初代ラスボスであった般若の後を継ぐ形で「2代目ラスボス」を担当した。

### MCバトル戦績
- UMB GRAND CHAMPIONSHIP
  - UMB GRAND CHAMPIONSHIP 2012 優勝
  - UMB GRAND CHAMPIONSHIP 2013 優勝
  - UMB GRAND CHAMPIONSHIP 2014 優勝
- UMB 大阪予選
  - UMB 2010 大阪予選 優勝
  - UMB 2011 大阪予選 優勝
  - UMB 2012 大阪予選 優勝
  - UMB 2013 大阪予選 優勝
  - UMB 2014 大阪予選 優勝
- ENTER MC BATTLE
  - ENTER MC BATTLE 2009.1 準優勝
  - ENTER MC BATTLE 2009.5 準優勝
  - ENTER MC BATTLE 2010.7 準優勝
  - ENTER MC BATTLE 2011.3 優勝
  - ENTER MC BATTLE 2012.1 準優勝
- ENTER MC BATTLE SPOTLIGHT
  - ENTER MC BATTLE 2009 SPOTLIGHT 優勝
  - ENTER MC BATTLE 2011 SPOTLIGHT 優勝
  - ENTER MC BATTLE 2014 SPOTLIGHT 優勝
- ADRENALINE MC BATTLE
  - ADRENALINE MC BATTLE 2011 優勝
  - ADRENALINE MC BATTLE 2014 優勝

### Creepy Nuts結成
2013年より、DJ松永とのヒップホップ・ユニットCreepy Nutsとしての活動を始め、2017年にソニー・ミュージックエンタテインメントからメジャーデビュー。
自身の出演するライブやテレビ番組では、聖徳太子スタイルというフリースタイルラップを披露することがある。これは、出された複数のお題のワードを使い即興でラップをするというものである。
2022年12月27日、『Creepy Nutsのオールナイトニッポン』（ニッポン放送）にて、同月12日にタレントの江藤菜摘と結婚したことを発表した。2023年3月6日には、同番組で妻が第1子を妊娠していることを発表。2023年12月14日放送のラジオ番組『四千頭身 都築拓紀のサクラバシ919』（ラジオ大阪）にゲスト出演し、妻が出産していた事を報告した。2024年11月20日に第2子が誕生したことが妻・江藤菜摘により明かされた。

## 人物
落語を好んで聴いており、自身のラップは歌謡曲や落語の影響を受けていると語っている。痛風持ち（尿酸値11）。

## 作品

### アルバム
| 枚数 | 発売日        | タイトル           | 順位  | 販売形態 | 規格品番  |
| ---- | ------------- | ------------------ | ----- | -------- | --------- |
| 1    | 2014年4月10日 | セカンドオピニオン | 193位 | CD       | UMBCD-003 |

### 書籍
- Rの異常な愛情（白夜書房、2019年9月19日、ISBN 978-4864942553)
- 2022年日本語ラップの旅 －Rの異常な愛情 vol.2－　(白夜書房、2022年12月7日、ISBN 978-4864944021)

## 参加作品
| 発売日 | 発売日   | アーティスト     | タイトル                                                                   | 備考 |
| ------ | -------- | ---------------- | -------------------------------------------------------------------------- | --- |
| 2011年 | 11月4日  | 晋平太           | REVENGE                                                                    | M-5「NO LOVE feat.R指定」 |
| 2012年 | 1月25日  | KEN THE 390      | KEN THE 390 THE BEST OF COLLABORATION 〜RAPPER'S BEST & SINGER'S BEST〜    | M-11「ガッデム!! OSAKA ver feat.MINT,R-指定,ERONE」 |
| 2012年 | 5月12日  | オムニバス       | SKY-HI presents FLOATIN’LAB                                                | M-1「One By One feat. TAKUMA THE GREAT(HOOLIGANZ), ZEUS & BRGK, R指定,SQUASH SQUAD」                                                                           |
| 2013年 | 7月24日  | DJ松永           | This Time Vol.2                                                            | M-5「Daydream feat. KOPERU,R指定,MUMA,LB(LBとOtowa),TARO SOUL(SUPER SONICS),TOC」                                                                              |
| 2014年 | 10月15日 | DJ松永           | サーカス・メロディー                                                       | M-5「トレンチコートマフィア feat. R-指定」 |
| 2014年 | 12月17日 | KOPERU           | 大阪キッド                                                                 | M-3「男子自由形 feat. R-指定」 |
| 2015年 | 9月23日  | ACE              | STRAIGHT                                                                   | M-6「朧月 -三つ巴- feat. R-指定, 輪入道」 |
| 2016年 | 1月27日  | 晋平太           | DIS IS RESPECT                                                             | M-4「末期症状2015 feat. R-指定」、 M-7「ペーパートレイル feat. R-指定」、 特典「CHECK YOUR MIC REMIX feat. MC☆ニガリ a.k.a 赤い稲妻,R-指定(Creepy Nuts),般若」 |
| 2016年 | 4月1日   | DJ RYOW          | ビートモクソモネェカラキキナ 2016 REMIX feat.般若, 漢 a.k.a. GAMI & R-指定 | M-1「ビートモクソモネェカラキキナ 2016 REMIX feat.般若, 漢 a.k.a. GAMI & R-指定」                                                                              |
| 2016年 | 7月6日   | 般若             | グランドスラム                                                             | M-11「たちがわるい feat. R-指定」 |
| 2017年 | 6月7日   | Dungeon Monsters | MONSTER VISION                                                             | M-1「MONSTER VISION」 |
| 2019年 | 10月2日  | DJ RYOW          | DREAMS AND NIGHTMARES                                                      | M-3「博徒2020 feat. “E”qual, SOCKS, ¥ELLOW BUCKS,AK-69, 般若, 孫GONG, R-指定」                                                                                 |
| 2020年 | 8月5日   | AK-69            | LIVE : live                                                                | M-4「Speedin' feat. MC TYSON, SWAY, R-指定」 |
| 2021年 | 3月17日  | KEN THE 390      | en route                                                                   | M-3「Overall feat. R-指定, 般若」 |
| 2021年 | 9月29日  | hokuto           | plums                                                                      | M-11「Shooting Star feat. CHICO CARLITO & R-指定」 |
| 2021年 | 10月8日  | テークエム       | THE TAKES                                                                  | M-7「Poltergeist (feat. ふぁんく, peko, KennyDoes, KZ, KOPERU, KBD & R-指定)」                                                                                 |
| 2021年 | 12月27日 | MC TYSON         | THE MESSAGE 4                                                              | M-4「I Need feat.R-指定」 |
| 2022年 | 2月23日  | ALI              | TEENAGE CITY RIOT feat.R-指定                                              | M-1「TEENAGE CITY RIOT feat.R-指定」 |
| 2022年 | 3月30日  | CHICO CARLITO    | Sandra's Son                                                               | M-4「Here I Am feat.R-指定」 |
| 2022年 | 5月5日   | オムニバス       | Children Are The Future                                                    | M-1「セイギノミカタ」 |
| 2023年 | 7月6日   | Ayase×R-指定     | 飛天                                                                       | M-1「飛天」 |
| 2024年 | 4月25日  | Kay-on           | 黄色 (feat. R-指定)                                                        | M-1「黄色 (feat. R-指定)」 |

## メディア出演
単独出演のみ記載。梅田サイファーやCreepy Nutsのメンバーと共同での出演は当該項を参照。

### テレビ番組
- BAZOOKA!!! 高校生RAP選手権（第6回〜、審査員）
- フリースタイルダンジョン（2015年9月30日 - 2017年8月1日まで初代モンスターとして出演。2019年6月からは2代目ラスボスとして出演していた）
- ヨルジュウ（2017年12月13日 - ） - レギュラーVJ[45]
- 人志松本のすべらない話（フジテレビ、2021年1月23日）

### インターネット・テレビ
- Music 水曜TheNIGHT（2020年月5月 - 2022年4月 、AbemaTV） - 準レギュラー[46]
- ONLINE HIGH SCHOOL RAP 選手権（2020年6月6日、ニコニコ生放送） - 審査員[47]
- ラップスタア誕生 2021（2021年10月16日 - 、AbemaTV）審査員[48]
- my name is（2022年10月9日、ABEMA）

### 映画
- その男、東京につき（2020年）[49]
- 浅草キッド（2021年） - 町工場の作業員 役[50]
- 99.9-刑事専門弁護士-THE MOVIE（2021年） - 加賀郁夫 役[51]

### ドラマ
- 危険なビーナス（2020年10月11日 - 12月13日、TBS） - 手島一清 役[52]
- 閻魔堂沙羅の推理奇譚 第5回（2020年11月28日、NHK総合） - 池谷修 役[53]
- ドラマ25 東京怪奇酒 第4話（2021年3月12日、テレビ東京） - 本人 役[54]
- 不適切にもほどがある! 第10話（2024年3月29日、TBS） - 本人 役

### CM
- 日本コカ･コーラ「ジョージア」Worker's Song キャンペーン（2019年）[55]